# العلاقات البليزية المنغولية
العلاقات البليزية المنغولية هي العلاقات الثنائية التي تجمع بين بليز ومنغوليا.

## مقارنة بين البلدين
هذه مقارنة عامة ومرجعية للدولتين:
| وجه المقارنة                                              | بليز         | منغوليا         |
| --------------------------------------------------------- | ------------ | --------------- |
| المساحة (كم2)                                             | 22.97 ألف    | 1.57 مليون      |
| عدد السكان (نسمة)                                         | 374.68 ألف   | 3.08 مليون      |
| الكثافة السكانية (ن./كم²)                                 | 16.31        | 1.96            |
| العاصمة                                                   | بلموبان      | أولان باتور     |
| اللغة الرسمية                                             | لغة إنجليزية | اللغة المنغولية |
| العملة                                                    | دولار بليزي  | توغروغ منغولي   |
| الناتج المحلي الإجمالي (بليون دولار)                      | 1.84 مليار   | 11.49 مليار     |
| الناتج المحلي الإجمالي (تعادل القوة الشرائية) بليون دولار | 3.05 مليار   | 36.16 مليار     |
| الناتج المحلي الإجمالي الاسمي للفرد دولار أمريكي          | 4.88 ألف     | 3.97 ألف        |
| الناتج المحلي الإجمالي للفرد دولار أمريكي                 | 8.42 ألف     | 11.95 ألف       |
| مؤشر التنمية البشرية                                      | 0.715        | 0.727           |
| رمز المكالمات الدولي                                      | +501         | +976            |
| رمز الإنترنت                                              | .bz          | .mn             |
| المنطقة الزمنية                                           | 00           | ت ع م+08:00     |

## منظمات دولية مشتركة
يشترك البلدان في عضوية مجموعة من المنظمات الدولية، منها:
| علم المنظمة | اسم المنظمة                        | تاريخ انضمام بليز | تاريخ انضمام منغوليا |
| ----------- | ---------------------------------- | ----------------- | -------------------- |
|             | وكالة ضمان الاستثمار متعدد الأطراف | 29 يونيو 1992     | 21 يناير 1999        |
|             | منظمة الشرطة الجنائية الدولية      | ?                 | ?                    |
|             | منظمة حظر الأسلحة الكيميائية       | ?                 | ?                    |
|             | منظمة التجارة العالمية             | ?                 | ?                    |
|             | الفريق المعني برصد الأرض           | ?                 | ?                    |
|             | الأمم المتحدة                      | 25 سبتمبر 1981    | 27 أكتوبر 1961       |
|             | مؤسسة التمويل الدولية              | 19 مارس 1982      | 14 فبراير 1991       |
|             | يونسكو                             | 10 مايو 1982      | 1 نوفمبر 1962        |
|             | مؤسسة التنمية الدولية              | 19 مارس 1982      | 14 فبراير 1991       |
|             | البنك الدولي للإنشاء والتعمير      | 19 مارس 1982      | 14 فبراير 1991       |
|             | الاتحاد البريدي العالمي            | ?                 | ?                    |
|             | الاتحاد الدولي للاتصالات           | 16 ديسمبر 1981    | 27 أغسطس 1964        |

## وصلات خارجية
- موقع وزارة الخارجية البليزية
- موقع وزارة الخارجية المنغولية